# Piatnik
 (janvier 2024).

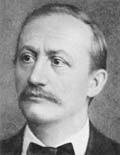
Ferdinand Piatnik.

Piatnik est un éditeur de jeux de société basé à Vienne en Autriche. L'éditeur est surtout réputé pour son importante gamme de jeux de cartes.

## Quelques jeux édités
- Malawi, 1986-2000, Gerhard Kodys
- Digit, 1987, Gerhard Kodys
- Activity, 1991, Catty Führer
- Ali Baba, 1996, Dominique Ehrhard
- Countdown, 1997, Frédéric Leygonie
- Der Schatz der Erdgeister, 1998, Rüdiger Dorn
- Anno 1452, 1999, Gerhard Kodys
- Alles klar?, 1999, Thorsten Gimmler
- Buffalo, 1999, Alex Randolph
- Explosiv, 1999, Michael Schacht
- Piraten Poker, 1999, Michael Schacht
- Palam, 1999, Claude Leroy
- Aber Hallo!, 2000, Thorsten Gimmler
- Die Weinhändler ou Loire, 2000, Dominique Ehrhard
- Jakadi, 2000, Dominique Ehrhard
- Meridian, 2000, Leo Colovini
- Time Pirate, 2000, Alan R. Moon et Aaron Weissblum
- Cortez, 2001, Hermann Huber
- Toscana, 2001, Niek Neuwahl
- San Gimignano, 2002, Duilio Carpitella
- Corsari, 2003, Leo Colovini
- Ketch Up, 2003, Leo Colovini
- Charly Quak, 2004, Garrett J. Donner, Michael S. Steer et Brian S. Spence, Schweizer Spielepreis  enfants 2005
- Minestrone, 2004, Leo Colovini
- Nah Dran!, 2004, Franz-Benno Delonge